# Київське релігійно-філософське товариство
Ки́ївське релігі́йно-філосо́фське товари́ство (КРФТ) відтворено в 2003 році за благословенням Блаженнійшого Володимира, Митрополита Київського і всія України, Предстоятеля Української Православної Церкви.
Релігійно-філософські товариства були створені в дореволюційній Росії на початку 20 сторіччя. Найвідоміші з них — Московське РФТ пам'яті Вл. Соловйова, Петербурзьке РФТ та Київське РФТ. Їх поява була пов'язана з поверненням інтелігенції в лоно Православної Церкви, з бажанням усвідомити найгостріші питання сучасності крізь призму православного віровчення. Припинили своє існування у 1918–1919 рр.
Першим головою Київського товариства у 2003-2017 роках був протоієрей Макар Микола Федорович, з 2011 року після прийняття чернецтва - архімандрит Амвросій (Макар).
У 2017 році його замінив на посаді голови товариства Назаров Ілля Владиславович, один з засновників. 
До 2017 року товариство  провело шість міжнародних конференцій і безліч семінарів, видало п’ять збірок журналу КРФТ «Християнська думка». Брало участь в організації Міжнародних науково-богословських конференцій «Успенські читання». 
Активними діячами товариства були філософи та богослови Києва.
Серед них були представники духовенства: протоієрей Володимир Савельєв, протоієрей Димитрій Познанський (голова ревізійної комісії), ігумен Гліб (Романів-Диня), ієрей Євгеній Мілешкін.
Також були і представники мирян: кандидати філософських наук Філіпенко Наталія Григорівна, Величко Олена Борисівна, Столяр Марина Борисівна, пізніше - Богуславський Олександр Володимирович, Пашко Михайло Миколайович, і Блуд Олександр Олександрович, як увійшли у раду товариства.
Членами товариства, у різні часи, були випускники КДА: ієрей Смолін Олександр Олександрович (випускник КДА 2001 року, автор дисертації кандидата богословських наук на тему: "Библейско-Литургические аспекты богослужения страстной седмицы в православной церкви"), майбутній священик Андрій Ухтомський (випускник КДА 2007 року, автор дисертації "Перевод Нового Завета на русский язык епископа Кассиана (Безобразова): историко-критическое исследование" - Київ, 2007), майбутній священик Тарасій Борозенець (випускник КДА 2011 року, автор дисертації "Осмислення науково-технічного процесу в Православному богословї"), архімандрит Гавриїл (Кризина), та інші.
У березні 2010 року Вчена рада схвалила ініціативу створення при КДА "Центру перекладів богословської літератури" і доручила помічнику ректора з науково-дослідної роботи доценту В.В. Бурезі спільно з Київським релігійно-філософським товариством виробити концепцію діяльності зазначеного Центру. 